# طاووس (سرده)
طاووس یا تاووس (به یونانی: ταὧς) نام دو گونه از پرندگان است که جنس نر آن پرهای بسیار زیبایی به‌ویژه در ناحیه دم دارد. این دو گونه عبارت‌اند از طاووس هندی با نام علمی (Pavo cristatus) و طاووس سبز (Pavo muticus).
طاووس هندی بومی هند، پاکستان و سری‌لانکا است و پرندهٔ ملی هند به‌شمار می‌رود؛ و طاووس سبز که پرنده‌ای در معرض انقراض است بومی شرق میانمار تا جاوه است. درازی آن به ۲٫۳۰ متر می‌رسد. جانور نر بیشتر پرهایش را برای زیبایی خود می‌گستراند تا در برابر جانور مادینه خود - که گونه پرهای زیبایی را ندارد- خودنمایی کند. این پرنده بانگ بلند و گوش‌خراشی دارد و از پرندگان دانه و میوه‌خوار است.

## گونه‌ها
- طاووس هندی (Pavo cristatus)
- طاووس سبز (Pavo muticus)

## نام
طاووس واژه‌ای یونانی است. در زبان پارسی میانه به آن فراش‌مرغ گفته می‌شد؛ که همان «فرش‌مرغ» در فارسی دری است و این پرنده شاید به این انگیزه این‌گونه نامیده شده که بال‌های خود را همچون فرشی نگارین بر زمین می‌گستراند.

## ویژگی

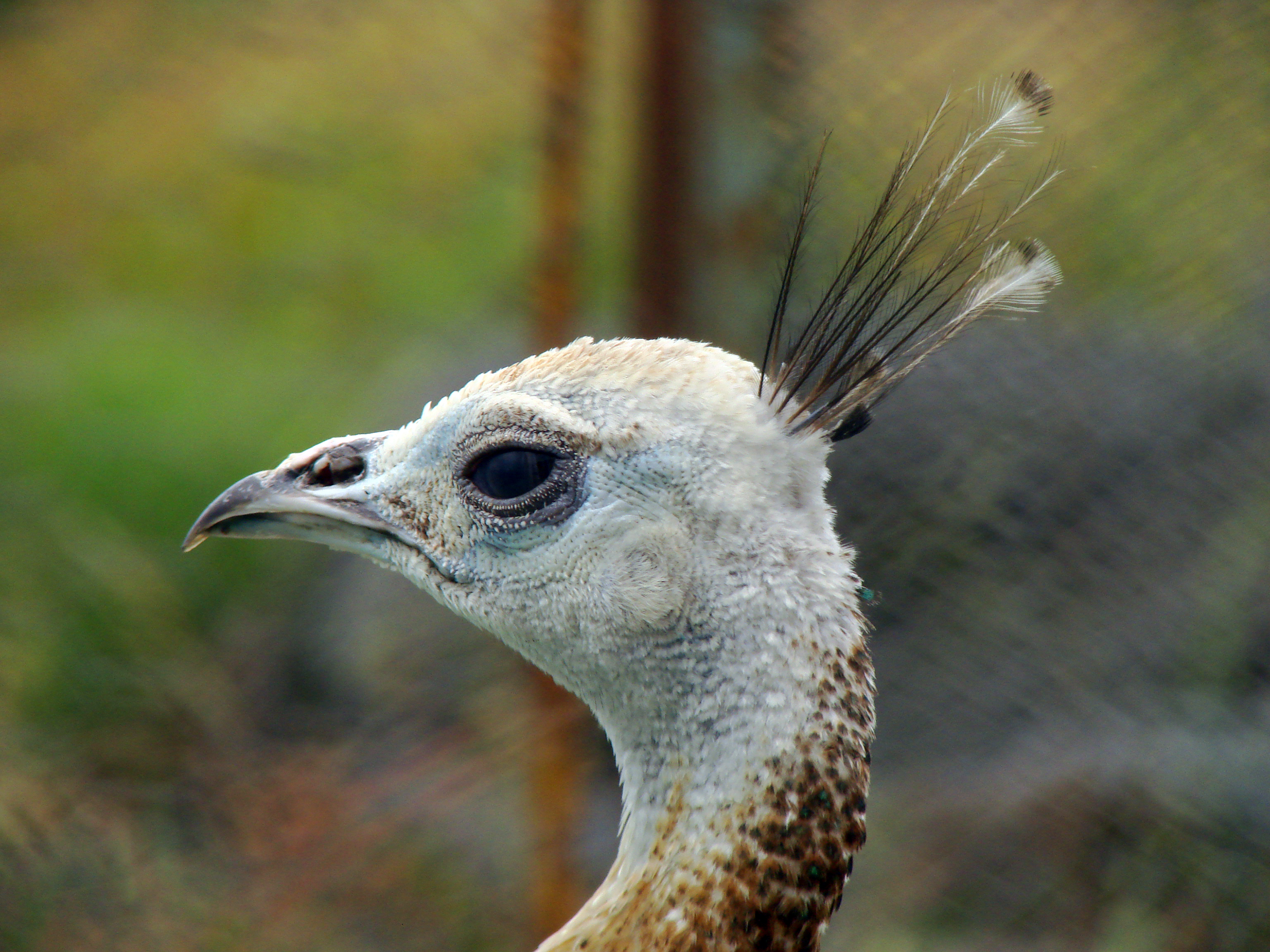
سر یک طاووس نر در باغ وحشی در نمک آبرود مازندران

این جانور را پرنده هزار چشم هم خوانده‌اند ولی در واقع طاووس فقط ۱۶۰ چشم دارد و هرآینه آرمان از این چشم همان نقش و نگار آبی، قهوه‌ای و طلایی است که در دم طاووس نر در موقعی که چتر می‌زند، مانند چشم‌هایی باز دیده می‌شود. این جانور تنها ریختی زیبا دارد و بسیار بدآواز بوده و گوشتش هم که مانند چرم سفت است و خوردنی نیست. طاووس یک جانور اجتماعی است و چنانچه شماری طاووس در یک جا نگهداری شود در کمال صلح و صفا به سر می‌برند و تنها در هنگام جفت‌گیری شاید با طاووس‌های نر دیگر درگیری باهم پیدا کنند.
طاووس نر بزرگ‌تر و زیباتر از طاووس ماده است. چرا که ماده آن پرهای پُر نقش و نگار ندارد و نمی‌تواند دمش را مانند طاووس نر باز کند. بهترین حالت طاووس هنگامی است که چتر می‌زند و بشکوه می‌خرامد. این چتر زدن و خرامیدن بیهوده نیست. با این کار طاووس نر می‌خواهد مورد توجه طاووس ماده باشد. پس از پایان جفت‌گیری که معمولاً در فصل بهار است طاووس نر کمتر به خودنمایی پرداخته و تنها در مواردی محدود به نشان دادن پر و بال‌های خود بسنده می‌کند.

## زادآوری
طاووس‌ها سالی یک بار تخم می‌گذاردند و شمار تخم‌ها بیشتر ۶ تا ۱۰ عدد می‌باشد. رنگ آن سفید حنایی بوده و روی آن نقطه‌های خاکستری رنگ دیده می‌شود. حجم تخم طاووس کمی بزرگ‌تر از تخم‌مرغ بوده و وزن آن در حدود ۱۱۰ تا ۱۵۰ گرم می‌باشد. میزان تخم‌گذاری طاووس‌ها بستگی به درجه حرارت و آب و هوای محیط دارد به‌طوری‌که بسیاری از طاووس‌ها در نواحی گرم حتی بیش‌تر از ۲۵ تخم در سال می‌گذارند، در صورتی‌که در نواحی سردسیر این تعداد به حداقل خود تقلیل می‌یابد.
بعد از تخم‌گذاری چنانچه طاووس ماده محیط لانه خود را در جایی ساکت و امن حس نماید، بر روی آن‌ها می‌خوابد ولی به محض اینکه جانور احساس صدا و ناراحتی‌های دیگر بنماید از جای خود برخاسته و تخم‌ها را بی‌سرپرست باقی می‌گذارد و برگرداندن مجدد طاووس ماده به حالت اولیه کاری مشکل و در بیشتر زمان‌ها غیرممکن است. چنانچه طاووس روی تخم‌ها بنشیند، بعد از ۳۰ روز جوجهها از تخم خارج می‌شوند. جوجه‌های طاووس پس از تولد از کرک‌های لطیف و زرد رنگی پوشیده شده‌اند که هیچ‌گونه وجه تشابهی بین آن‌ها و پدر و مادرشان وجود ندارد. اولین تغییر در جوجه طاووس‌های نر ظاهر می‌شود به‌طوری‌که بعد از گذشت چند روز جوجه‌ها تغییر رنگ داده و حتی دارای چتر کوچکی می‌شوند.

## تقدس مذهبی
طاووس، نماد طایفه یزیدیه است. یزیدیان معتقدند که طاووس نماد «فرشته اعظم» است.

## نگارخانه

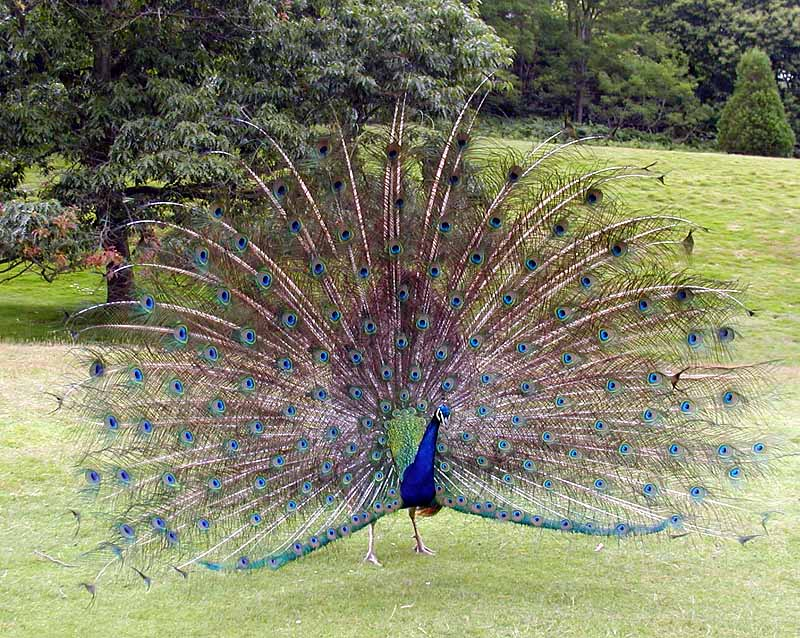
طاووس هندی در حال نمایش پرهایش
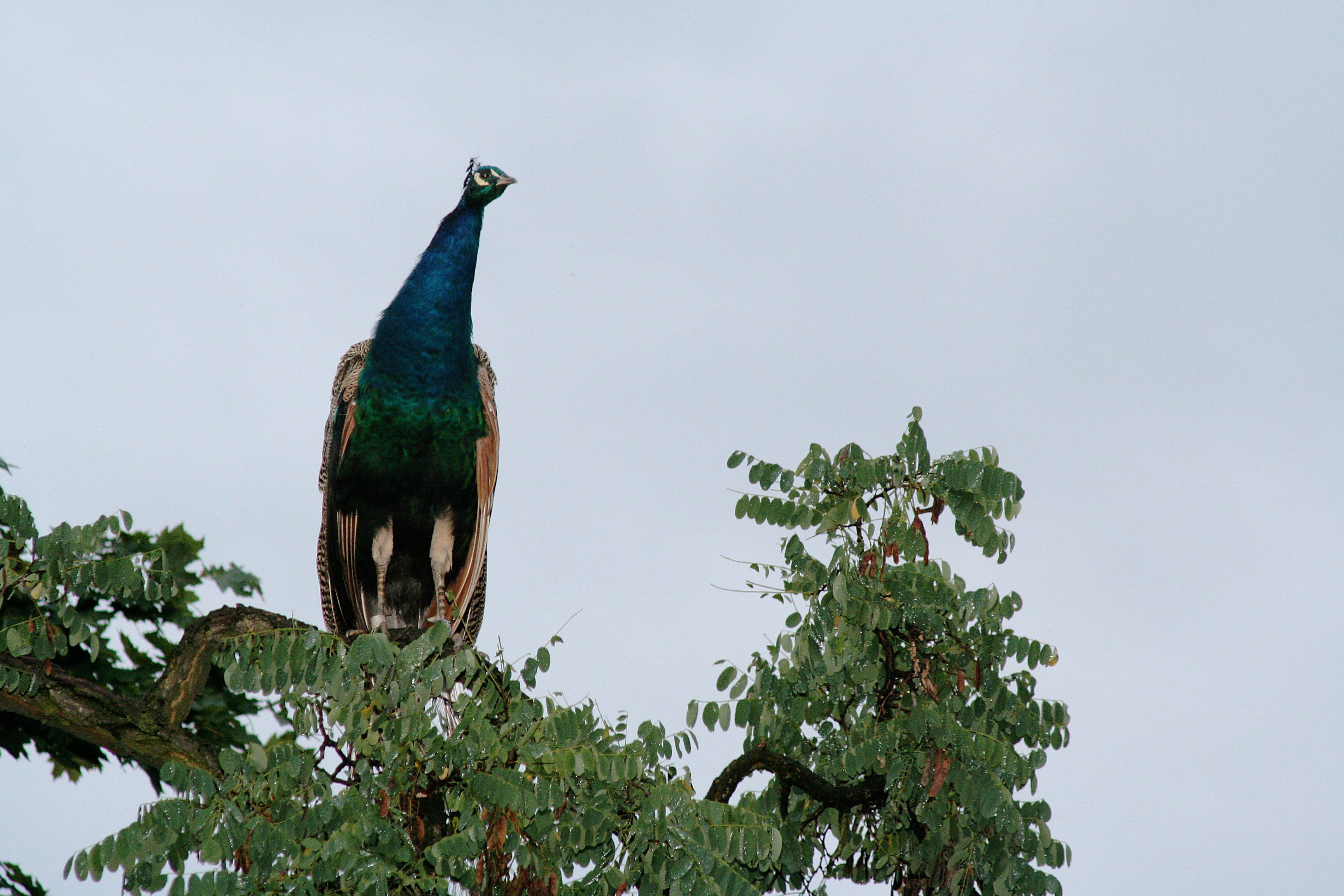
طاووس روی درخت
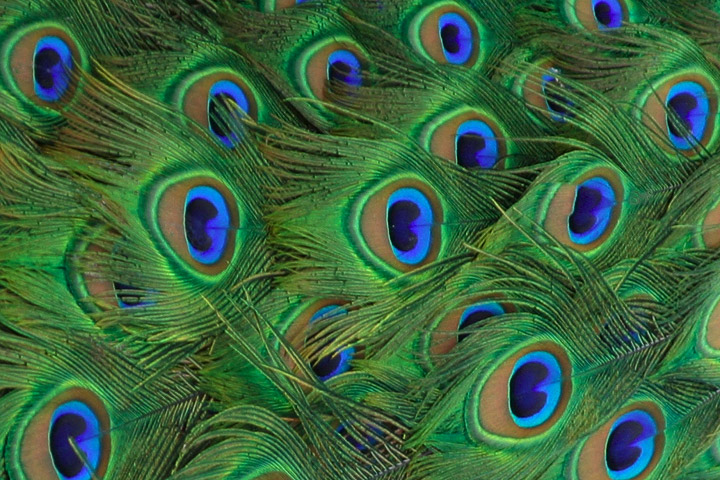
نمای نزدیک پرهای طاووس هندی
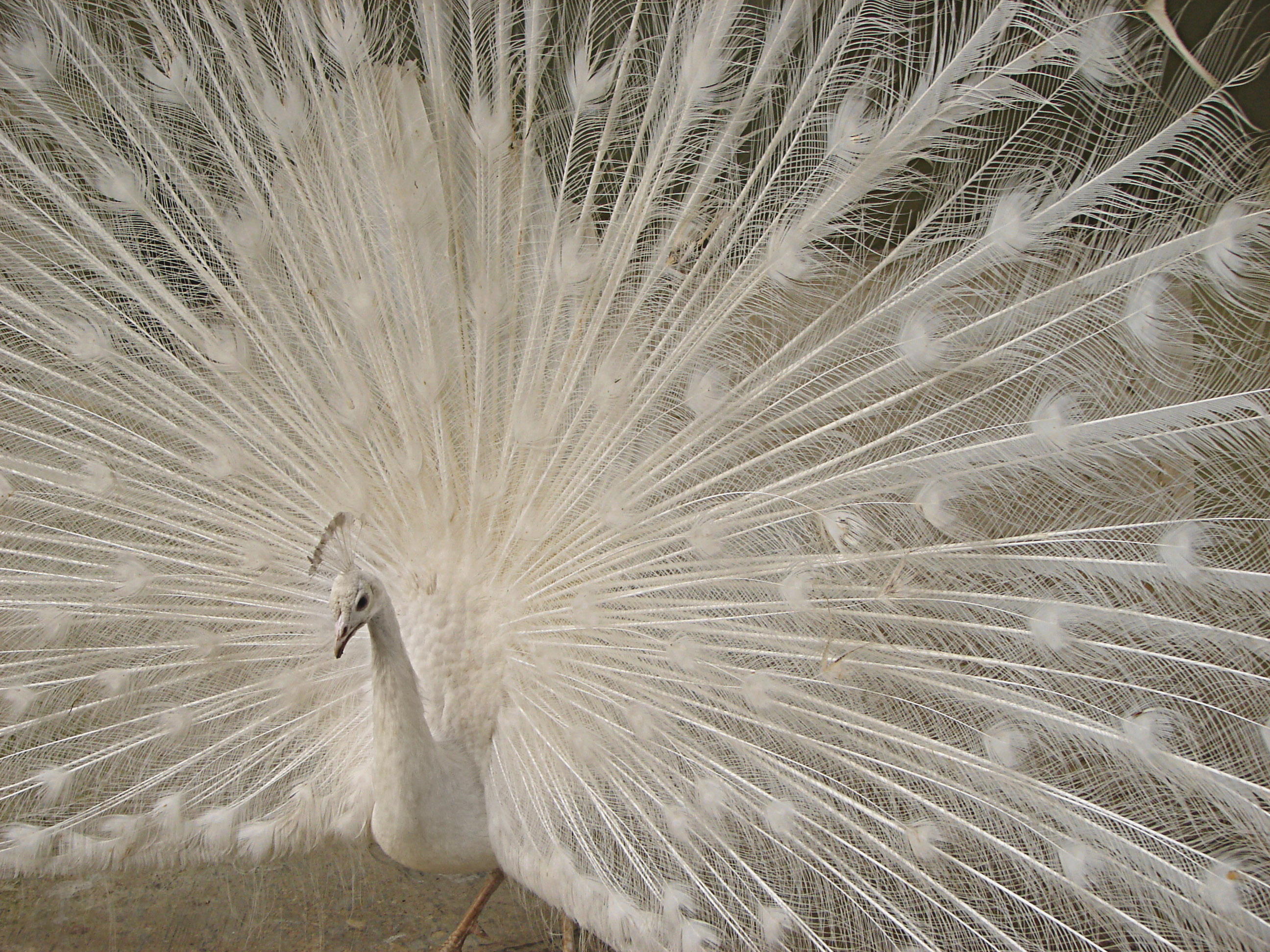
طاووس سفید
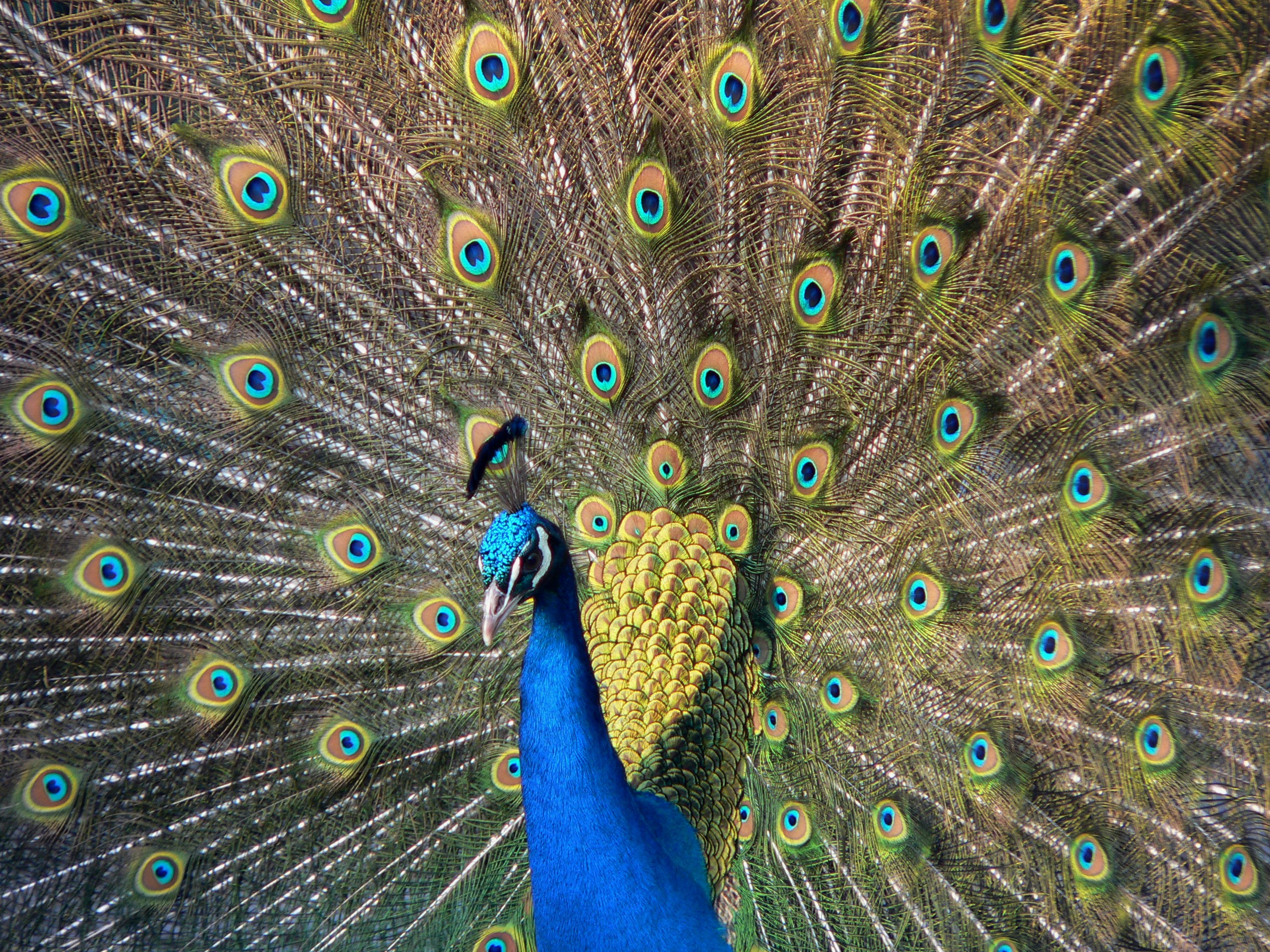
طاووس هندی
یک طاووس در باغ پرندگان کیش
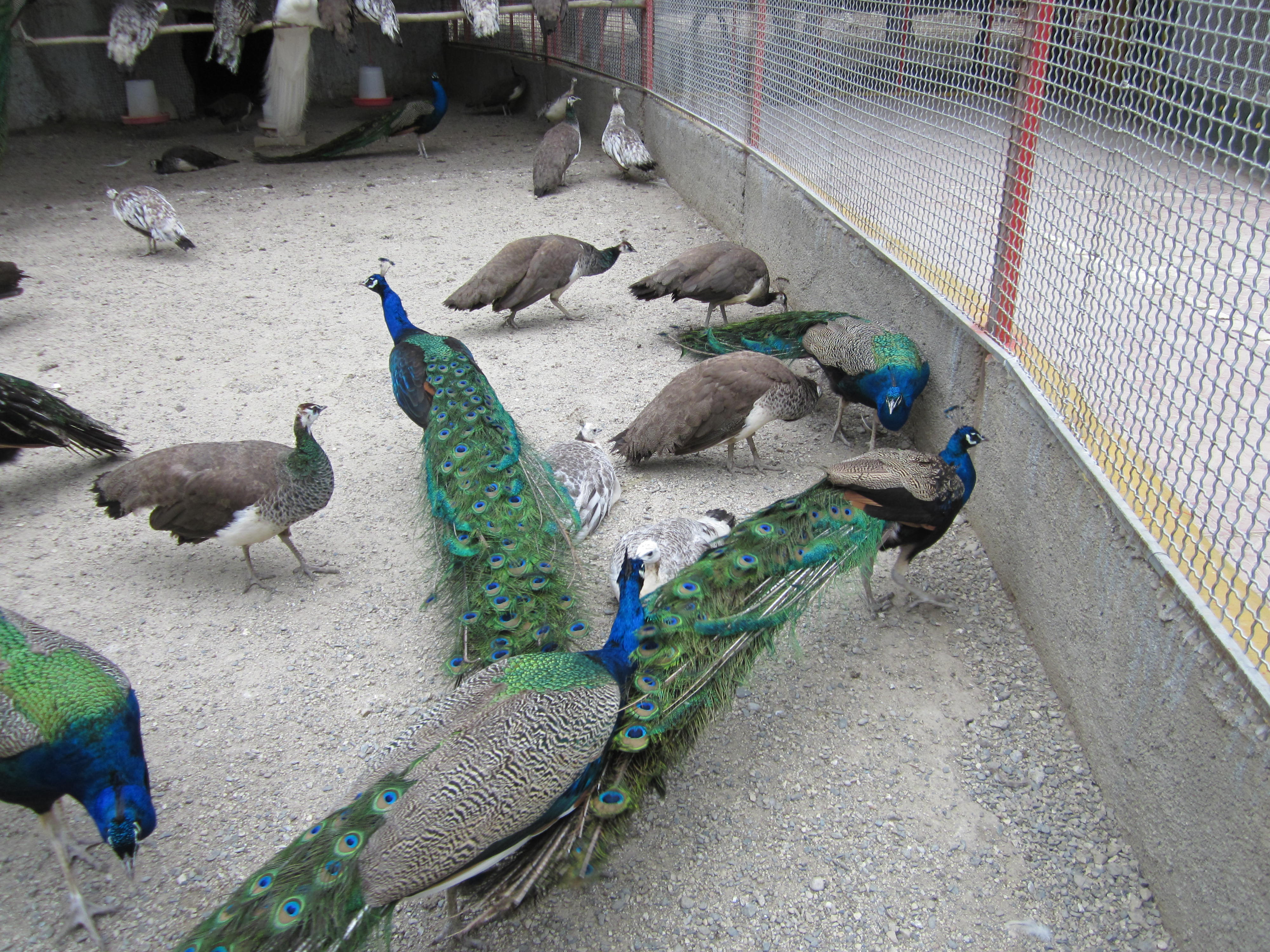
قفس طاووس ها-باغ پرندگان-پارک فدک-بروجرد
تصویر دیگری از همان طاووس در باغ پرندگان
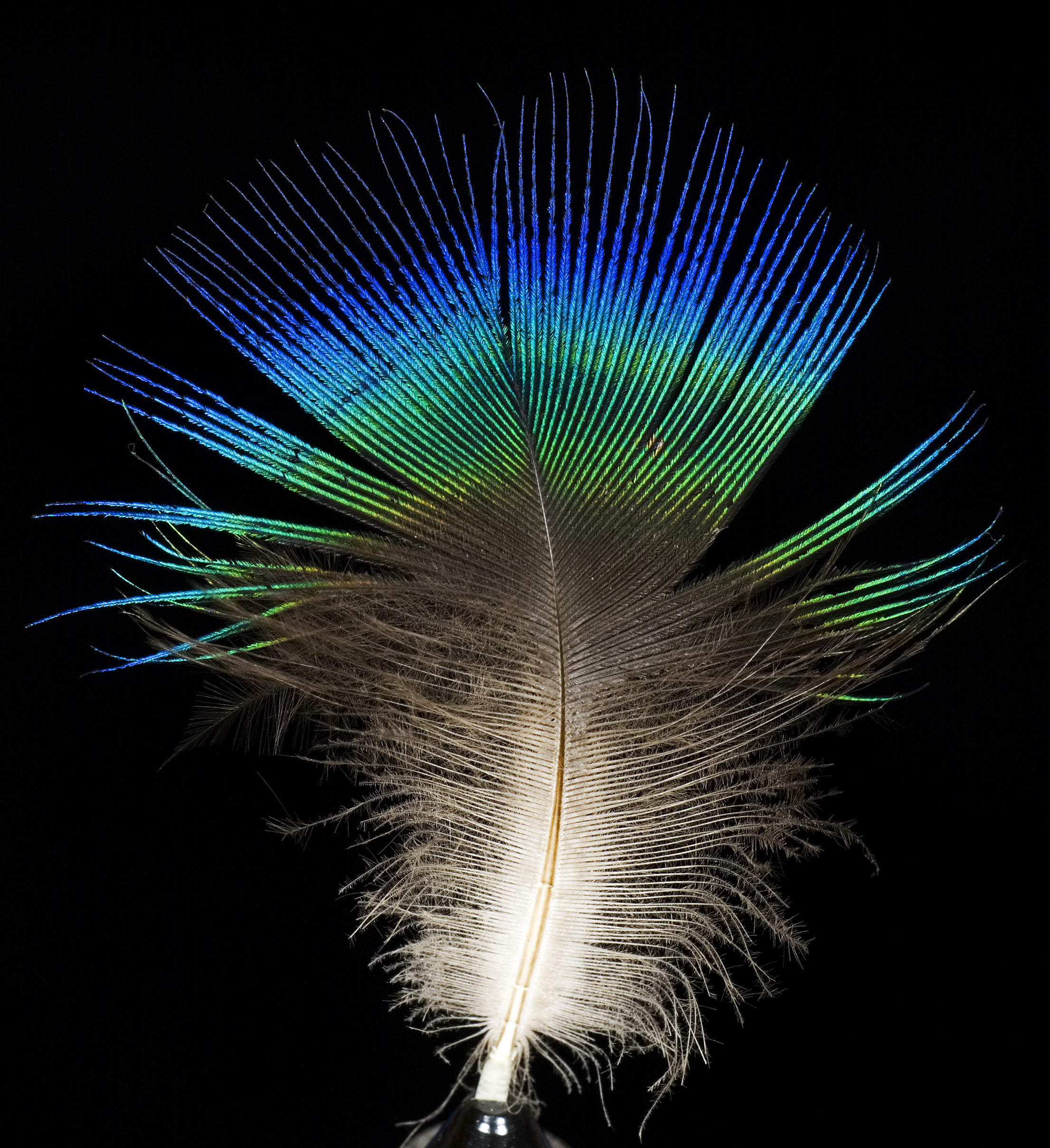
پر طاووس هندی
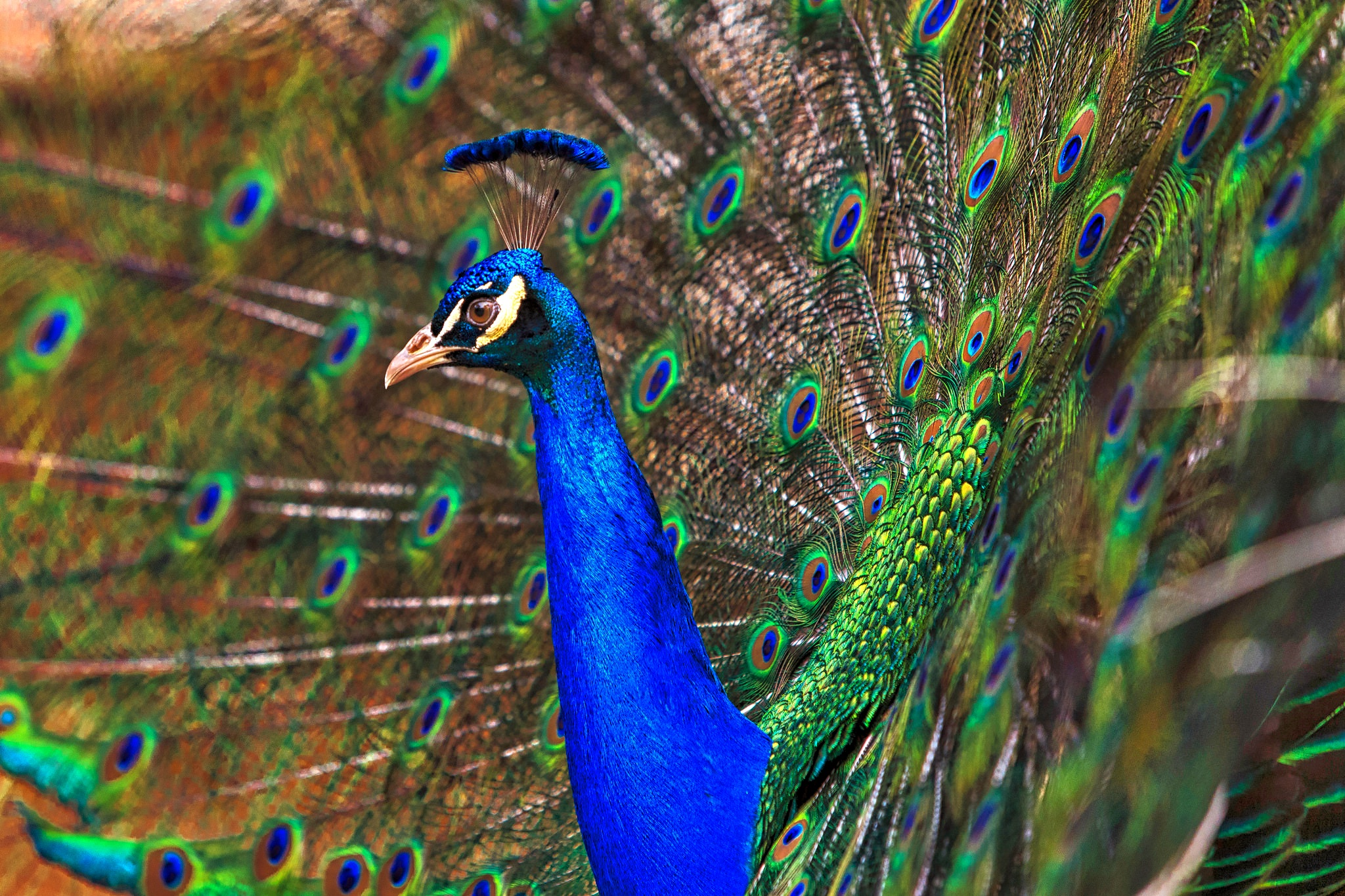
طاووس نر